# Baccarat (película de 1929)
Baccarat (en francés: Souris d'hôtel ) es una película de comedia muda francesa de 1929 dirigida por Adelqui Migliar y protagonizada por Ica von Lenkeffy, Suzanne Delmas y Elmire Vautier. Los decorados de la película fueron diseñados por el director de arte Lazare Meerson .

## Elenco
- Ica von Lenkeffy como Rita
- Suzanne Delmas como Suzanne
- Arthur Pusey como Jean Frémeaux
- Elmire Vautier como La condesa de Charillon
- Yvonneck como César
- Louis Pré Fils como Norbert Clavel
- Louis Alberti como El policía de los juegos
- Isaure Douvan como Gérôme, el maître d'hôtel